# Стефан Саваит
Стефан Саваит је православни светитељ из 8. века, у лику преподобног.
Рођен је око 725. године у Дамаску, од оца Теодора, брата светог Јована Дамаскина. Од ране младости се подвизавао у манастиру светог Саве Освећеног, због чега је назван "саваит". Једно време живео је као подвижник у пустињи, где је написао бројне црквене богослужбене песме и химне. У каснијим годинама живота изабран је за епископа.
Умро је 794. године, (по неким изворима 807. године).
Православна црква га прославља 13. јула, по јулијанском календару.